# Toddin
Toddin – miejscowość i gmina w Niemczech, w kraju związkowym Meklemburgia-Pomorze Przednie, w powiecie Ludwigslust-Parchim, wchodząca w skład Związku Gmin Hagenow-Land. 26 maja 2019 do gminy przyłączono gminę Setzin, która stała się jej częścią (Ortsteil).
Przez gminę przebiega droga krajowa B321.